# Insigniologija
Insigniologija je pomožna zgodovinska veda, ki se ukvarja s preučevanjem znamenj oblasti (krona, žezlo ...).